# 塞普爾貝格山
48°34′59″N 14°41′43″E / 48.58306°N 14.69528°E
塞普爾貝格山（德語：Sepplberg），是奧地利的山峰，位於該國北部，處於下奧地利州和上奧地利州接壤的邊界，處於瓦爾德地區，該山峰海拔高度1,004米。